# Liste der Biografien/Gem
Liste der Biografien |
Portal Biografien |
Personensuche
# |
A |
B |
C |
D |
E |
F |
G |
H |
I |
J |
K |
L |
M |
N |
O |
P |
Q |
R |
S |
T |
U |
V |
W |
X |
Y |
Z |
?
 
Ga |
Gb |
Gc |
Gd |
Ge |
Gf |
Gh |
Gi |
Gj |
Gk |
Gl |
Gm |
Gn |
Go |
Gp |
Gq |
Gr |
Gs |
Gu |
Gv |
Gw |
Gy |
Gz
 
Gea |
Geb |
Gec |
Ged |
Gee |
Gef |
Geg |
Geh |
Gei |
Gej |
Gek |
Gel |
Gem |
Gen |
Geo |
Gep |
Ger |
Ges |
Get |
Geu |
Gev |
Gew |
Gex |
Gey |
Gez
Die Liste der Biografien führt alle Personen auf, die in der deutschsprachigen Wikipedia einen Artikel haben. Dieses ist eine Teilliste mit 383 Einträgen von Personen, deren Namen mit den Buchstaben „Gem“ beginnt.

## Gem

### Gema
- Geman, Donald (* 1943), US-amerikanischer Mathematiker
- Geman, Hélyette, französische Finanzmathematikerin und Hochschullehrerin
- Geman, Stuart (* 1949), US-amerikanischer Mathematiker
- Gemander, Anton (1822–1889), preußischer königlicher Amtmann, Generalbevollmächtigter des Wirtschaftsführers in Oberschlesien
- Gemander, Carl (1836–1904), deutscher Landrat
- Gemander, Wilhelm (1879–1945), deutscher Jurist, Rittmeister und Sportschütze
- Gemant, Andreas (1895–1983), österreichisch-amerikanischer Physiker
- Gemar, Charles D. (* 1955), US-amerikanischer Astronaut
- Gemayel, Amin (* 1942), libanesischer Politiker; Staatspräsident des Libanon (1982–1988)
- Gemayel, Bachir (1947–1982), christlich-maronitischer Milizenführer und Präsident des LibanonBachir Gemayel (1947–1982)

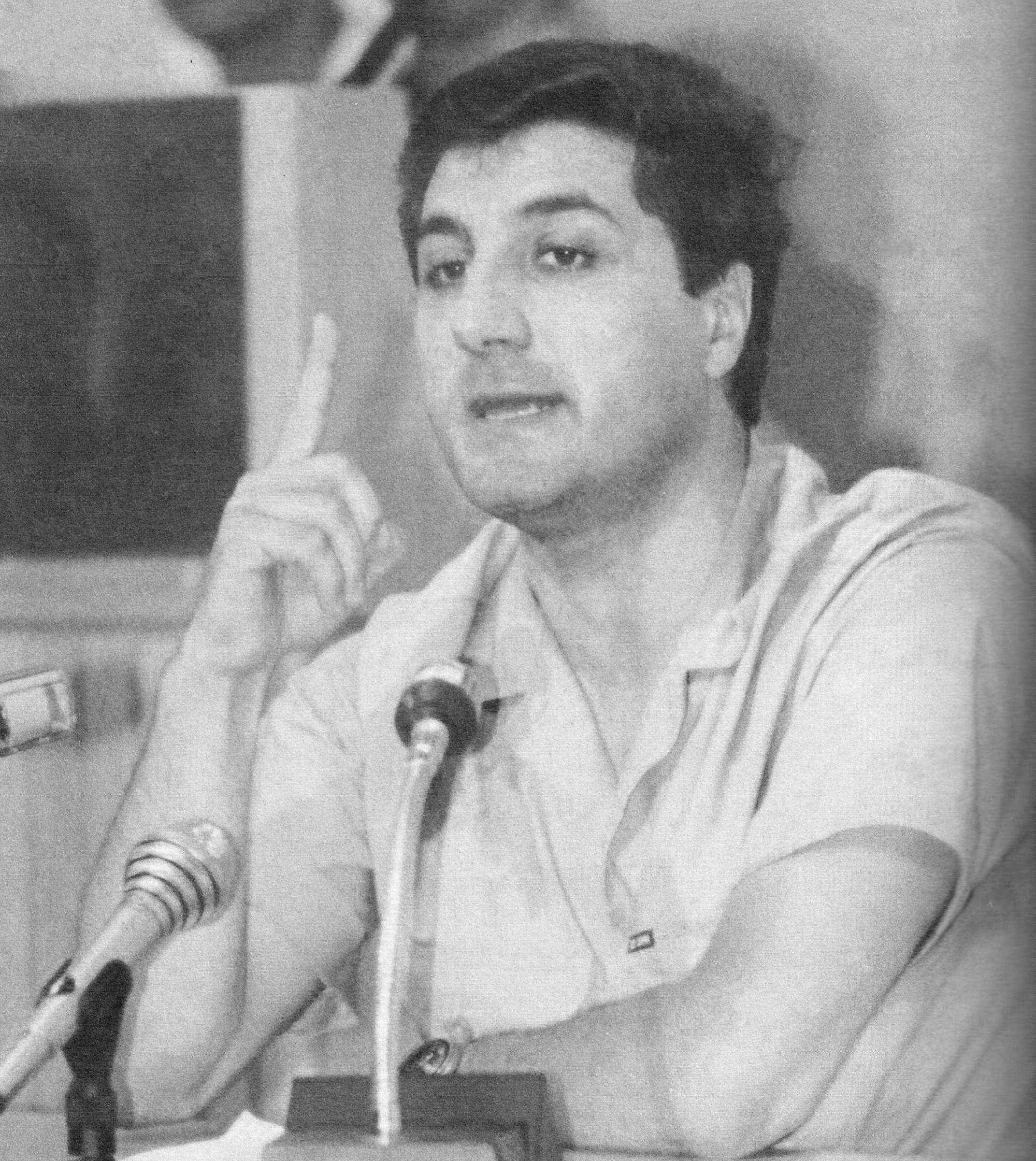
Bachir Gemayel (1947–1982)

- Gemayel, Boutros (1932–2021), libanesischer Geistlicher, maronitischer Erzbischof von Zypern
- Gemayel, Nasser (* 1953), libanesischer Priester, Bischof von Notre-Dame du Liban de Paris
- Gemayel, Pierre (1905–1984), libanesischer Politiker
- Gemayel, Pierre junior (1972–2006), libanesischer Politiker

### Gemb
- Gembalies, Vincent (* 2000), deutscher Fußballspieler
- Gemballa, Gero (1961–2002), deutscher Journalist und Autor
- Gembalski, Günter Johannes (1925–2001), deutscher Lehrer und Künstler
- Gemberg, Adine (1858–1902), deutsche Schriftstellerin
- Gemberg, Wilhelmine, Gründerin verschiedener Hilfsvereine und Mitglied im Luisenstädtischen Wohltätigkeitsverein
- Gemberg-Wiesike, Alexander (* 1974), deutscher EU-Beamter
- Gembō († 746), japanischer Geistlicher
- Gembri, Kira (* 1990), österreichische Schriftstellerin
- Gembris, Heiner (* 1954), deutscher Musikwissenschaftler
- Gembruch, Werner (1918–1988), deutscher Historiker

### Geme
- Geme-Enlila, sumerische Königin der III. Dynastie von Ur
- Geme-Ninlila, vermutlich Nebenfrau Šulgis
- Gemechu, Shitaye (* 1980), äthiopische Marathonläuferin
- Gemechu, Tsehay (* 1998), äthiopische Langstreckenläuferin
- Gemehl, Berthold (1832–1897), deutscher Offizier
- Gemehl, Georg († 1807), Beamter des Hochstifts Speyer und badischer Beamter
- Gemehl, Kaspar (1788–1834), badischer Beamter, Jurist
- Gemein, Heinz (1906–1958), deutscher Politiker (GB/BHE), MdB
- Gemein, Peter (* 1963), deutscher Fußballspieler
- Gemeinder, Peter (1891–1931), deutscher Politiker (NSDAP), MdR, Gauleiter
- Gemeiner, Carl Theodor (1756–1823), Syndikus und geheimer Registrator
- Gemeinhardt, Anne (* 1981), deutsche Historikerin und Museologin
- Gemeinhardt, Brad, US-amerikanischer Hornist und Musikpädagoge
- Gemeinhardt, Heinz Alfred (* 1946), deutscher Historiker und Archivar
- Gemeinhardt, Peter (* 1970), deutscher Theologe und Professor für Kirchengeschichte an der Georg-August-Universität Göttingen
- Gemel, Nikolai (* 1990), österreichischer Schauspieler
- Gemelich, Bernhard (1605–1660), Abt des Stiftes Stams
- Gemelich, Georg († 1611), Orgelbauer
- Gemelli Careri, Giovanni Francesco (1651–1725), italienischer Jurist, Abenteurer und Weltreisender
- Gemelli Marciano, Maria Laura (* 1952), italienisch-schweizerische Klassische Philologin
- Gemelli, Agostino (1878–1959), italienischer Arzt, Psychologe und UniversitätsgründerAgostino Gemelli (1878–1959)

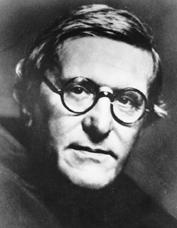
Agostino Gemelli (1878–1959)

- Gemellianus, provinzialrömischer Metallhandwerker und Fabrikant
- Gemellus, antiker römischer Toreut
- Gemellus, römischer Beamter (Spätantike)
- Gemerden, Melle van (* 1979), niederländischer Tennisspieler
- Gemert, Arie van (1929–2024), niederländischer Fußballschiedsrichter
- Gemert, Arnold F. van (* 1938), niederländischer Byzantinist und Neogräzist
- Gemert, Wil van (* 1960), niederländischer Polizeibeamter (Interpol)
- Gémes, József (1939–2013), ungarischer Animator, Filmregisseur und Drehbuchautor
- Gémesi, Csanád (* 1986), ungarischer Säbelfechter
- Gemetto, Valentina (* 1998), italienische Langstreckenläuferin

### Gemi
- Gemici, Bahattin (* 1954), türkischer Lehrer und Schriftsteller
- Gemici, Hasan (1927–2001), türkischer Ringer
- Gemicibaşı, Turgay (* 1996), türkischer Fußballspieler
- Gemili, Adam (* 1993), britischer Sprinter
- Geminiani, Francesco († 1762), italienischer Violinist und KomponistFrancesco Geminiani († 1762)

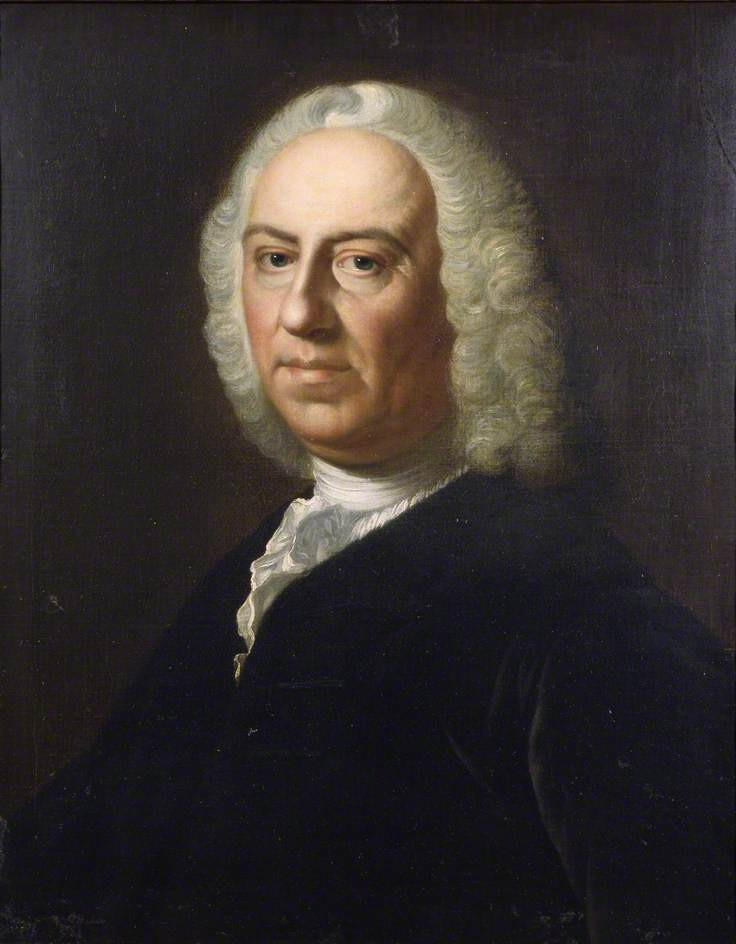
Francesco Geminiani († 1762)

- Geminiani, Frédéric (* 1981), französischer Radrennfahrer
- Géminiani, Raphaël (1925–2024), französischer Radsportler
- Geminiani, Sante (1919–1951), italienischer Motorradrennfahrer
- Geminianus, italienischer Bischof
- Geminius, Anhänger des Marcus Antonius
- Geminius Priscus, Gaius, römischer Offizier (Kaiserzeit)
- Geminius Sabinus, Quintus, römischer Centurio (Kaiserzeit)
- Geminos von Rhodos, griechischer Astronom und Mathematiker
- Gemio, Isabel (* 1961), spanische Journalistin und Fernsehmoderatorin
- Gemischew, Dejan (* 1998), bulgarischer Leichtathlet
- Gemise Fareau, Céline (* 1984), französische Beachvolleyballspielerin
- Gemistos Plethon, Georgios († 1452), griechischer Gelehrter, Staatstheoretiker, PhilosophGeorgios Gemistos Plethon († 1452)

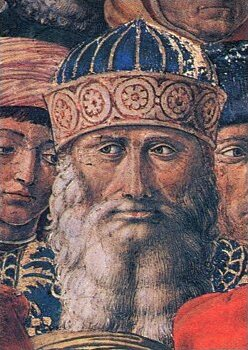
Georgios Gemistos Plethon († 1452)

- Gemitaiz (* 1988), italienischer Rapper
- Gemiti, Giuseppe (* 1981), deutscher Fußballspieler
- Gemito, Vincenzo (1852–1929), italienischer Bildhauer, Zeichner und Goldschmied

### Gemk
- Gemke, Gerhard (* 1962), deutscher Musiker und Kinderbuchautor
- Gemke, Rasmus (* 1997), dänischer Badmintonspieler
- Gemke, Thomas (* 1957), deutscher Kommunalpolitiker (CDU), Landrat des Märkischen Kreises
- Gemkow, Angelika (* 1949), deutsche Politikerin (CDU), MdL
- Gemkow, Heinrich (1928–2017), deutscher marxistischer Historiker
- Gemkow, Sebastian (* 1978), deutscher Politiker (CDU), MdL, sächsischer Justizminister

### Geml
- Geml, Josef (1858–1929), Bürgermeister von Temeswar

### Gemm
- Gemm, Walter (1898–1973), deutscher Maler

#### Gemma
- Gemma, Andrea (1931–2019), italienischer Ordenspriester und römisch-katholischer Bischof von Isernia-Venafro
- Gemma, Cornelis (1535–1577), Mathematiker, Astronom und Mediziner
- Gemma, Giuliano (1938–2013), italienischer SchauspielerGiuliano Gemma (1938–2013)

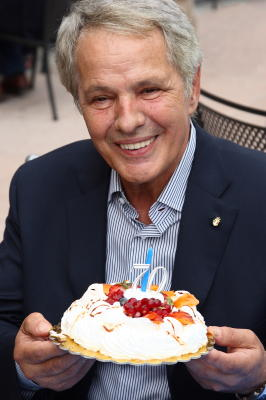
Giuliano Gemma (1938–2013)

- Gemma, Roberta (* 1980), italienisches Nacktmodel und Pornodarstellerin

#### Gemme
- Gemmei (661–721), 43. Tennō von Japan (707–715)
- Gemmeke, Jos (1922–2010), niederländische Widerstandskämpferin während des Zweiten Weltkrieges
- Gemmeker, Albert Konrad (1907–1982), deutscher SS-Obersturmführer und Lagerkommandant des Durchgangslagers Westerbork
- Gemmel, Hermann (1813–1868), deutscher Maler, Architekt und Hochschullehrer
- Gemmel, Johannes (1882–1955), deutscher Superintendent in Darkehmen in Ostpreußen
- Gemmel, Lothar (1939–1997), deutscher Maler und Grafiker
- Gemmel, Robert (* 1947), deutscher Politiker (SPD), MdL
- Gemmel, Stefan (* 1970), deutscher Kinder- und Jugendbuchautor
- Gemmel, Wolf Heinrich von, Hofkammerrat und Angehöriger der bayerischen Landstände
- Gemmell, Andrew (* 1991), US-amerikanischer Schwimmer
- Gemmell, David (1948–2006), englischer Fantasy-Schriftsteller
- Gemmell, Donald (1932–2022), neuseeländischer Ruderer
- Gemmell, Erin (* 2004), US-amerikanische Schwimmerin
- Gemmell, Kris (* 1977), neuseeländischer Triathlet
- Gemmell, Rhys (1896–1972), australischer Tennisspieler
- Gemmell, Ruth (* 1967), britische SchauspielerinRuth Gemmell (* 1967)

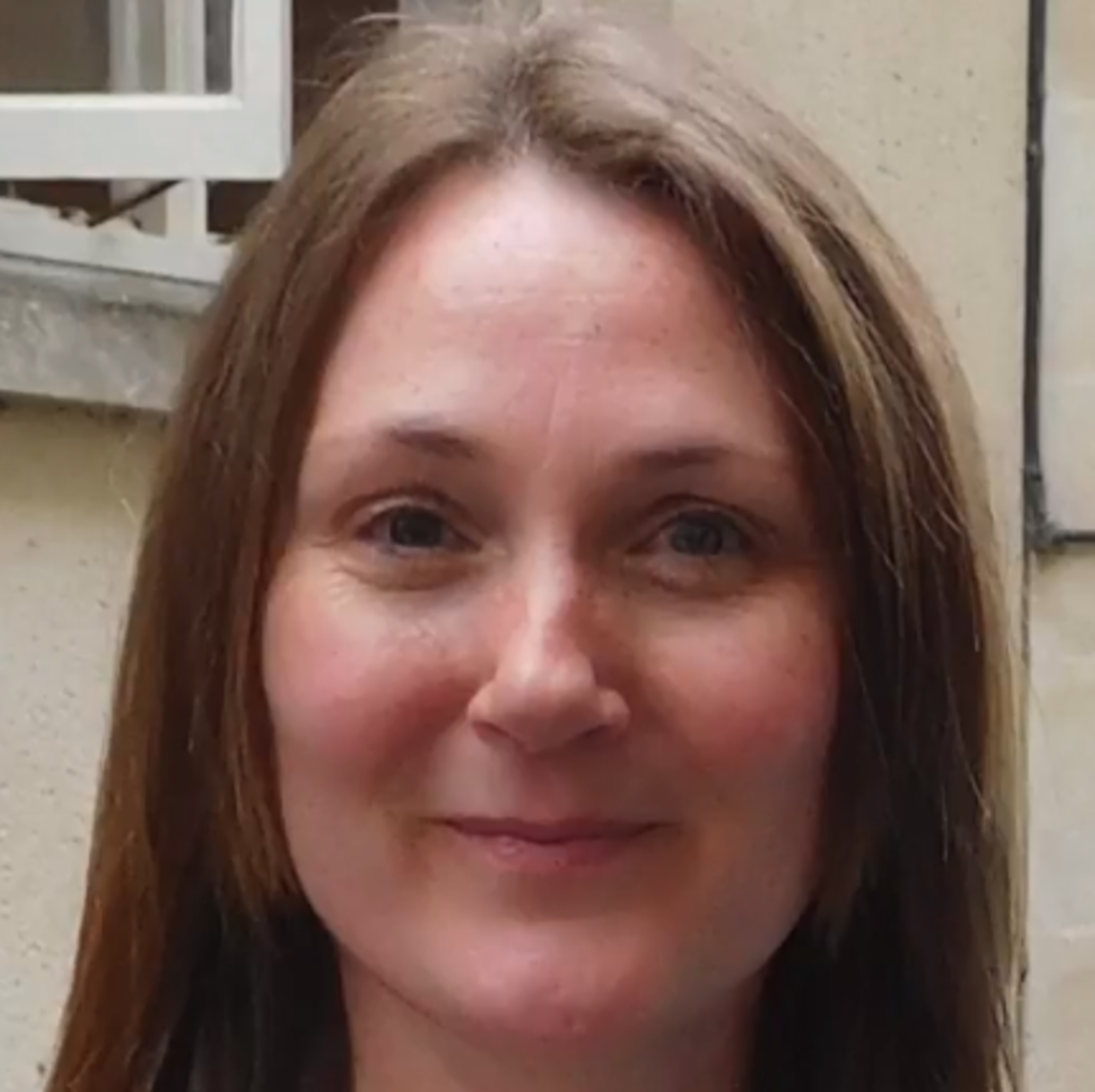
Ruth Gemmell (* 1967)

- Gemmell, Tommy (1943–2017), schottischer Fußballspieler und -trainer
- Gemmellaro, Giorgio Gaetano (1832–1904), italienischer Geologe und Paläontologe
- Gemmer, Johann Jakob (1826–1907), deutscher Landwirt und Landtagsabgeordneter
- Gemmer, Traudel (* 1949), deutsche Steuerberaterin, Unternehmerin, Richterin am Landesverfassungsgericht Sachsen-Anhalt
- Gemmert, Gretel (1923–2004), deutsche Bildhauerin

#### Gemmi
- Gemmill, Archie (* 1947), schottischer Fußballspieler
- Gemmill, Moira (1959–2015), britische Architektin, Designerin und Museumsdirektorin
- Gemmill, Scot (* 1971), schottischer Fußballspieler
- Gemmill, Tristan (* 1967), britischer Schauspieler
- Gemming, Sibylle (* 1968), deutsche Physiko-Chemikerin
- Gemmingen Schellig, Philipp von († 1520), pfälzischer Hofkammermeister, begütert in Gemmingen und Stebbach, später in Michelfeld
- Gemmingen zu Bürg, Eberhard von († 1572), Grundherr in Bürg, Widdern, Maienfels und Treschklingen
- Gemmingen zu Liebenfels, Johann von (* 1590), Grundherr in Liebenfels, Statthalter in Dillingen, Obervogt in Rötteln
- Gemmingen, Achilles Christoph von (1619–1676), kurmainzischer Forstbeamter und Grundherr in Bürg
- Gemmingen, Adolph Anton von (1886–1963), Grundherr in Treschklingen, Hoffenheim und Fränkisch-Crumbach, großherzoglich-hessischer Hofjunker und Landrat
- Gemmingen, Adolph von (1822–1902), großherzoglich-hessischer Kammerherr, Grundherr in Fränkisch-Crumbach und Treschklingen
- Gemmingen, Albrecht von, Ritter mit Besitz in Gemmingen und Richen
- Gemmingen, Alexander von (1838–1913), württembergischer Forstbeamter und Kammerherr
- Gemmingen, Anna Sibylla von (1594–1665), Äbtissin des Klosters Urspring
- Gemmingen, Anna von († 1577), Erbtochter des Heidelberger Fauths Hans von Gemmingen
- Gemmingen, August Karl Franz Johann von (1792–1870), Kammerherr der Markgräfin Amalie von Baden
- Gemmingen, August von (1829–1909), kaiserlich-königlicher Kämmerer und Grundherr
- Gemmingen, August von (1830–1892), badischer Kammerherr und Ritter des preußischen Kronenordens
- Gemmingen, August Wilhelm von (1738–1795), württembergischer Kammerherr, Ritter des Karlsordens und Ritterrat des Ritterkanton Kraichgau
- Gemmingen, Bernhard von (1448–1518), badischer Adliger
- Gemmingen, Bernolph von († 1609), pfälzischer Hofbeamter und Grundherr in Bürg
- Gemmingen, Burkhard von (1932–2006), deutscher Betriebswirt
- Gemmingen, Casimir von (1697–1769), baden-durlachscher Hofrat und Kammerjunker, Grundherr in Bürg
- Gemmingen, Christoph von (1571–1616), Dompropst in Augsburg
- Gemmingen, Dieter der Jüngere von († 1359), Stammvater der Gemminger Linien Neckarzimmern-Bürg und Michelfeld
- Gemmingen, Dieter I. von, Grundherr in Gemmingen, Stammvater aller heute noch lebender Freiherren von Gemmingen
- Gemmingen, Dieter von, Bauherr des Gemminger Oberschlosses, Stammvater mehrerer Seitenlinien der Familie
- Gemmingen, Diether V. von, Begründer der Adelsfamilie Gemmingen-Steinegg
- Gemmingen, Diether von (1398–1478), badischer Landhofmeister mit Besitz Heimsheim, Steinegg, Tiefenbronn, Friolzheim, Löningen und Mühlhausen
- Gemmingen, Dietrich Alfred von (1879–1955), herzoglich-württembergischer Hofmarschall
- Gemmingen, Dietrich der Ältere von, Stammvater der Gemminger Linien Steinegg und Gemmingen mit zahlreichem Besitz im Kraichgau
- Gemmingen, Dietrich IX. von (1517–1586), Grundherr in Tiefenbronn
- Gemmingen, Dietrich VIII. von († 1542), Grundherr in Steinegg und Tiefenbronn
- Gemmingen, Dietrich von († 1414), Stammvater der Gemminger Linien Steinegg und Gemmingen mit Besitz in Kraichgau und Zabergäu
- Gemmingen, Dietrich von († 1482), Ganerbe von Widdern, Burgherr auf Maienfels
- Gemmingen, Dietrich von († 1526), Grundherr auf Guttenberg und in Bonfeld
- Gemmingen, Dietrich von (1526–1587), Direktor des Ritterkanton Kraichgau, begütert in Gemmingen, Filseck und Weilerberg
- Gemmingen, Dietrich von (1584–1659), Grundherr in Gemmingen und auf Burg Guttenberg
- Gemmingen, Eberhard August von (1717–1758), baden-durlachscher Obervogt in Durlach
- Gemmingen, Eberhard der Taube von († 1479), pfälzischer Vogt in Germersheim, begütert in Gemmingen, Stebbach, Ittlingen und andernorts
- Gemmingen, Eberhard Friedrich von (1726–1791), deutscher Lyriker, Komponist und württembergischer Politiker
- Gemmingen, Eberhard Georg von (1754–1806), Grundherr in Rappenau mit Pachtbesitz in Ungarn
- Gemmingen, Eberhard von, Grundherr in Gemmingen und Burgmann in Oppenheim, Alzey und Lautern
- Gemmingen, Eberhard von († 1419), deutscher Adliger mit Besitz in Bürg
- Gemmingen, Eberhard von († 1501), Küchenmeister, Haushofmeister und Kammermeister bei Pfalzgraf Friedrich I.
- Gemmingen, Eberhard von († 1635), Amtmann in Würzburg, Grundherr in Bürg und Presteneck
- Gemmingen, Eberhard von (1527–1583), Grundherr in Bürg, erwarb mit seinen Brüdern Weinfelden
- Gemmingen, Eberhard von (1567–1611), Erbauer des Bad Rappenauer Wasserschlosses
- Gemmingen, Eberhard von (1628–1675), Grundherr in Rappenau
- Gemmingen, Eberhard von (1674–1741), Obervogt in Balingen, Grundherr in Bürg und Presteneck
- Gemmingen, Eberhard von (1713–1757), Oberstleutnant, Grundherr in Rappenau
- Gemmingen, Eberhard von (1883–1952), württembergischer Rittmeister, Reichsritter des Johanniterordens
- Gemmingen, Eberhard von (* 1936), deutscher Jesuitenpater und Redakteur von Radio Vatikan
- Gemmingen, Eberhard von der Jüngere, Grundherr in Gemmingen, Stebbach, Ittlingen, Neudeck, Ober- und Unterbeutingen
- Gemmingen, Eduard Eberhard von (1829–1871), badischer Offizier, zuletzt Major
- Gemmingen, Eduard Friedrich Ludwig von (1807–1846), großherzoglich-badischer Kammerherr und Schlossherr im Oberschloss Bonfeld
- Gemmingen, Eduard von (1807–1884), Grundherr in Steinegg, später in Maisenhausen und Damm
- Gemmingen, Eitel Dietrich von (1513–1568), Grundherr in Steinegg
- Gemmingen, Eitel Dietrich von (1629–1689), Oberamtmann in Lauterbourg und Direktor des Schwäbischen Ritterkreises.
- Gemmingen, Els von (1466–1532), Priorin des Speyrer Magdalenenklosters
- Gemmingen, Ernst Franz Ludwig von (1795–1834), Grundherr in Babstadt
- Gemmingen, Ernst Ludwig von (1685–1743), hessen-darmstädtischer Regierungs- und Konsistorialpräsident
- Gemmingen, Ernst Ludwig von (1818–1880), Regierungsrat in Stuttgart, später auf Dammhof, Abgeordneter in Württembergischen Landständen und Badischer Ständeversammlung
- Gemmingen, Ernst von (1794–1838), Grundherr in Neckarzimmern, Besitzer von Burg Hornberg, Besitz in Michelfeld und Beihingen
- Gemmingen, Erpho von (1469–1523), Propst im Stift St. Guido in Speyer und im Stift Odenheim, Dompropst und Archidiakon in Speyer
- Gemmingen, Franz Karl von (1806–1867), Mitglied der badischen Ständekammer und Grundherr in Rappenau
- Gemmingen, Franz Pleickardt Reinhard von (1870–1927), großherzoglich badischer Kämmerer und Grundherr
- Gemmingen, Franz Reinhard von (1692–1751), baden-durlachscher Kammerjunker und Obervogt in Durlach
- Gemmingen, Franz von (1746–1797), deutscher Adliger, Grundherr in Steinegg und Tiefenbronn sowie Ritterrat im Ritterkanton Neckar-Schwarzwald
- Gemmingen, Friedrich Casimir von (1694–1744), brandenburg-ansbachischer Hofrat und Assessor beim Reichskammergericht in Wetzlar
- Gemmingen, Friedrich Christoph von (1670–1702), Baden-Durlachscher Kammerjunker und Oberstallmeister
- Gemmingen, Friedrich von (1587–1634), Grundherr in Eschenau
- Gemmingen, Friedrich von (1691–1738), onolzbachischer Kammerjunker und Grundherr in Babstadt
- Gemmingen, Friedrich von (1823–1882), österreich-ungarischer Kämmerer, Grundherr in Neckarzimmern, Besitzer von Burg Hornberg
- Gemmingen, Georg der Dicke von, deutscher Reichsritter
- Gemmingen, Georg Diepold von (1584–1624), fürstbischöflich-augsburgischer Pfleger der Herrschaft Schöneck und Statthalter in Dillingen
- Gemmingen, Georg Schweikard von (1611–1681), Grundherr in Presteneck
- Gemmingen, Georg von (1458–1511), Dompropst in Worms und Speyer, Generalvikar des Bistums Speyer, kirchlicher Reformer
- Gemmingen, Georg von, Komtur des Deutschen Ordens
- Gemmingen, Gerhard von der Ältere (1360–1402), begütert in Gemmingen, Stebbach, Ittlingen und andernorts
- Gemmingen, Gustav Sigmund Reinhard von (1871–1943), württembergischer Offizier und Kammerherr, Grundherr in Bürg und Rappenau
- Gemmingen, Gustav von (1813–1894), österreich-ungarischer Rittmeister und Grundherr in Bürg und Rappenau
- Gemmingen, Gustav Weiprecht von (1849–1897), großherzoglich-hessischer Kammerherr und Kreisrat
- Gemmingen, Hans Albrecht von (1624–1685), Grundherr in Widdern, Maienfels und Leibenstadt
- Gemmingen, Hans Christoph von (1544–1596), Grundherr in Liebenfels
- Gemmingen, Hans Christoph von (1677–1752), Grundherr in Michelfeld und Reichshofrat in Wien
- Gemmingen, Hans Conrad von († 1632), Grundherr in Widdern und Maienfels
- Gemmingen, Hans der Reiche von († 1490), Reichsritter, Begründer der Linie Gemmingen-Guttenberg der Freiherren von Gemmingen
- Gemmingen, Hans Diepold von (1554–1612), fürstbischöflich-augsburgischer Rat und Statthalter in Dillingen
- Gemmingen, Hans Dietrich von (1516–1566), Grundherr in Heimsheim, Mühlhausen und Weinfelden
- Gemmingen, Hans Dietrich von (1869–1958), bayerischer Kämmerer und preußischer Major
- Gemmingen, Hans Gottlieb von († 1691), kurmainzischer Forstbeamter und Grundherr in Bürg
- Gemmingen, Hans Jakob von (1553–1622), fürstbischöflich-augsburgischer Rat und Pfleger in Oberndorf
- Gemmingen, Hans Philipp von († 1635), Kompanieführer im Dreißigjährigen Krieg, besaß die Pfandschaft Stein und das Dorf Züttenfelden
- Gemmingen, Hans Pleikard von (1546–1603), Grundherr in Steinegg
- Gemmingen, Hans Rudolph von (1584–1637), Landkomtur des Deutschen Ordens in Österreich
- Gemmingen, Hans von, Amtmann im Bruhrain, begütert in Rohrbach a. G., Vertrauter des Bischofs Matthias von Rammung
- Gemmingen, Hans von, Vogt in Sinsheim, ältester belegter Vorfahr der Freiherren von Gemmingen
- Gemmingen, Hans von († 1409), speyrischer Amtmann, Vertrauter des Bischofs Raban von Helmstatt
- Gemmingen, Hans von († 1591), Deutschordenskomtur in Münnerstadt
- Gemmingen, Hans von († 1552), pfälzischer Rat, Burgmann in Oppenheim, Amtmann in Otzberg und Fauth in Heidelberg
- Gemmingen, Hans Walther von († 1591), Besitzer von Schloss Presteneck
- Gemmingen, Hans Weiprecht von (1723–1781), Grundherr in Fränkisch-Crumbach, hannoverscher Geheimrat und Ritterrat des Ritterkantons Odenwald
- Gemmingen, Hans Wilhelm von (1573–1615), Grundherr in Treschklingen und Michelfeld
- Gemmingen, Hans-Lothar von (1893–1975), Geschäftsführer des Röchling-Konzerns
- Gemmingen, Hermann Georg Franz von (1857–1919), österreichischer General
- Gemmingen, Hermann von (1820–1891), Grundherr in Babstadt
- Gemmingen, Hubertus von (* 1945), deutscher Lektor, Übersetzer und Autor von Schriften zur Kunst- und Kulturgeschichte
- Gemmingen, Hyppolyt von (1856–1924), württembergischer Generalmajor
- Gemmingen, Joachim Eberhard von (1893–1967), deutscher Regierungsbaudirektor
- Gemmingen, Johann Bernhard von (1656–1723), baden-durlachscher Hofrat und Oberhofmeister des Markgrafen Karl Wilhelm
- Gemmingen, Johann Casimir von (1740–1772), Jurist am Reichskammergericht in Wetzlar und Grundherr in Bürg
- Gemmingen, Johann Dietrich von († 1757), Direktor des Ritterkantons Kraichgau, besaß Fürfeld sowie die Hälfte von Burg Guttenberg, Neckarmühlbach, Hüffenhardt und Kälbertshausen
- Gemmingen, Johann Dietrich von (1716–1778), Hofmarschall bei den Fürsten von Taxis, den Bischöfen von Speyer und den Markgrafen von Baden-Durlach
- Gemmingen, Johann Dietrich von (1744–1805), herzoglich-württembergischer Oberst und Kammerherr
- Gemmingen, Johann Friedrich von (1719–1792), brandenburg-ansbachischer Kammerjunker und Obervogt
- Gemmingen, Johann Konrad von (1561–1612), Fürstbischof zu Eichstätt
- Gemmingen, Johann Konrad von (1593–1627), Reichsritter
- Gemmingen, Johann Otto von (1545–1598), Fürstbischof zu Augsburg
- Gemmingen, Johann Philipp von (1729–1766), Grundherr in Babstadt und Kälbertshausen
- Gemmingen, Johann Reinhard von (1648–1713), Grundherr in Widdern, Maienfels und Leibenstadt
- Gemmingen, Johann von (1549–1599), pfalz-neuburgischer Kammermeister, Jägermeister und Rat
- Gemmingen, Johanne von (1901–2001), deutsche Schriftstellerin
- Gemmingen, Karl Alfred von (1877–1962), königlich-württembergischer Kammerherr und geheimer Legationsrat
- Gemmingen, Karl August von (1716–1785), württembergischer Kammerherr und Generalmajor
- Gemmingen, Karl August Wilhelm von (1740–1799), baden-durlachscher Offizier, hohenlohe-bartensteinischer Oberjägermeister und Grundherr in Maienfels
- Gemmingen, Karl Dietrich Anton von (1694–1745), Grundherr im Biet
- Gemmingen, Karl Dietrich von (1583–1629), Grundherr in Steinegg
- Gemmingen, Karl Friedrich Reinhard von (1739–1822), brandenburg-ansbachischer Minister, Ritterhauptmann des Ritterkanton Odenwald, Generaldirektor der Reichsritterschaft
- Gemmingen, Karl Friedrich Reinhard von (1743–1821), württembergischer Kammerherr, Geheimrat und Hausmarschall
- Gemmingen, Karl Friedrich von (1779–1871), königlich württembergischer Kammerherr und Kreisforstrat des Donaukreises
- Gemmingen, Karl Ludwig Dietrich von (1772–1825), württembergischer Kammerherr und Regierungsdirektor des Schwarzwaldkreises
- Gemmingen, Karl Ludwig von (1700–1752), württembergischer Legationsrat und Grundherr in Hochberg
- Gemmingen, Karl Philipp von (1771–1831), Domherr in Cammin, Kommandeur des Zähringer Löwenordens und Schlossherr im Oberschloss Bonfeld
- Gemmingen, Karl Sigmund Raimund von (1838–1880), Mitglied der I. Kammer der badischen Ständeversammlung
- Gemmingen, Karl Theodor Joseph von (1780–1849), großherzoglich würzburgischer Ministerialsekretär und Grundherr in Hoffenheim
- Gemmingen, Karl von (1804–1885), deutscher Jurist, Oberamtsrichter in Heilbronn
- Gemmingen, Karl von (1861–1953), württembergischer Kammerherr und Staatsrat
- Gemmingen, Karl Weiprecht Reinhard von (1797–1882), sachsen-meiningenscher Land-Oberjägermeister und Schlossherr im Oberschloss Bonfeld
- Gemmingen, Karl Wilhelm von (1701–1763), baden-durlachscher Kammerherr und Grundherr in Maienfels
- Gemmingen, Katharina von († 1517), deutsche Adlige
- Gemmingen, Keckhans von (1431–1487), kurpfälzischer Ritter, 1462 siegreich gegen Ulrich V. von Württemberg, Begründer der Linie Michelfeld
- Gemmingen, Konrad von († 1463), Vogt in Bretten, Ganerbe von Widdern
- Gemmingen, Leonhard von (1536–1583), Grundherr in Michelfeld
- Gemmingen, Ludwig Benedict von (1746–1810), Hofmarschall zu Hildesheim und Garderittmeister.
- Gemmingen, Ludwig Eberhard von (1719–1782), hannoverscher Regierungsrat und Staatsminister sowie Großvogt in Celle und Hannover
- Gemmingen, Ludwig Eberhard von (1771–1831), Kammerherr, Schlossherr auf Presteneck
- Gemmingen, Ludwig Friedrich von (1765–1816), französischer Rittmeister, Grundherr in Babstadt und Daudenzell
- Gemmingen, Ludwig Friedrich Wilhelm von (1794–1858), großherzoglich badischer Kammerherr, langjähriger Vizepräsident der 1. Kammer der badischen Ständeversammlung
- Gemmingen, Ludwig Reinhard von (1777–1852), württembergischer Oberhofmeister in Stuttgart
- Gemmingen, Ludwig von (1776–1854), württembergischer Kammerherr und Regierungsdirektor des Schwarzwaldkreises
- Gemmingen, Ludwig von (1793–1858), großherzoglich badischer Kammerherr und Oberhofmeister
- Gemmingen, Luise von (1862–1929), württembergische Hofdame
- Gemmingen, Maria Anna Margaretha von (1711–1771), Fürstäbtissin des Kanonissenstifts Lindau
- Gemmingen, Marlene von (1910–2003), deutsche Modedesignerin, Buchautorin und Malerin
- Gemmingen, Max von (1862–1924), württembergischer Offizier
- Gemmingen, Max von (1868–1949), württembergischer Oberst
- Gemmingen, Metz von († 1485), Stifterin
- Gemmingen, Moriz von (1817–1883), Jurist und Landgerichtspräsident
- Gemmingen, Orendel von (1464–1520), Grundherr in Michelfeld, kurpfälzischer Rat und Vicedom zu Germersheim
- Gemmingen, Otto Dietrich von (1647–1695), Grundherr in Fürfeld und auf Burg Guttenberg
- Gemmingen, Otto von († 1517), Grundherr in Neuhausen, Lehningen und Mühlhausen
- Gemmingen, Otto von (1475–1558), württembergischer Obermarschall und Oberhofmeister, badischer Obervogt in Ettlingen
- Gemmingen, Otto von (1823–1890), österreichischer Feldmarschall-Leutnant und Geniechef beim Generalkommando in Prag
- Gemmingen, Otto von (1838–1892), Feldmarschall-Leutnant in kaiserlich österreichischen Diensten
- Gemmingen, Philipp Albrecht von (1782–1852), württembergischer Generalmajor, Leiter der württembergischen Privatgestüte
- Gemmingen, Philipp der Weise von (1518–1571), Amtmann in Neuburg und Amberg
- Gemmingen, Philipp Otto von (* 1571), Hofmeister bei Herzog Friedrich Achilles und nach dessen Tod Obervogt in Miltenberg
- Gemmingen, Philipp von († 1544), Grundherr in Fürfeld
- Gemmingen, Philipp von, Reichsritter mit Besitz in Gemmingen
- Gemmingen, Philipp von (1601–1638), Grundherr in Rappenau
- Gemmingen, Philipp von (1702–1785), Direktor des Ritterkantons Kraichgau und Ritterhauptmann des Ritterkantons Odenwald
- Gemmingen, Philipp von (1738–1800), nassau-usingenscher Regierungsrat und sachsen-gothaischer Legationsrat
- Gemmingen, Pleikard Dietrich von (1689–1757), pfälzisch-simmerischer Oberamtmann
- Gemmingen, Pleikard von († 1515), Grundherr auf Guttenberg und Gemmingen
- Gemmingen, Pleikard von († 1547), möglicher Erbauer von Schloss Presteneck
- Gemmingen, Pleikard von (1536–1594), Grundherr in Fürfeld, Bonfeld und Eschenau
- Gemmingen, Reinhard Erich von (1866–1932), deutscher Offizier, Grundherr zu Gemmingen und zu Ittlingen
- Gemmingen, Reinhard Ludwig von (1837–1871), österreich-ungarischer Kämmerer und Grundherr in Beihingen
- Gemmingen, Reinhard von († 1483), Kanonikus in Mainz, später in pfälzischen Diensten
- Gemmingen, Reinhard von (1532–1598), Grundherr in Treschklingen, Rappenau und Wolfskehlen
- Gemmingen, Reinhard von (1591–1638), Grundherr in Bonfeld und Eschenau
- Gemmingen, Reinhard von (1645–1707), badisch-durlacher Geheimratspräsident und Obermarschall
- Gemmingen, Reinhard von (1698–1773), badischer und brandenburg-ansbachischer Kammerpräsident, Gouverneur von Mömpelgard
- Gemmingen, Reinhard von (1859–1909), württembergischer Oberst
- Gemmingen, Schweikard von (1556–1617), Hofrat in Württemberg-Mömpelgard, Grundherr in Presteneck
- Gemmingen, Schweiker von († 1297), Landvogt in Wimpfen
- Gemmingen, Sebastian von (1522–1575), Grundherr in Ingenheim
- Gemmingen, Sigmund Gustav Adolf von (1839–1918), badischer Hofmarschall
- Gemmingen, Sigmund Reinhard von (1819–1883), Grundherr in Treschklingen
- Gemmingen, Sigmund von (1724–1806), österreichischer Feldzeugmeister und Ritter des Maria-Theresia-Ordens
- Gemmingen, Triegel von, Fauth in Kißlau
- Gemmingen, Ulla von (* 1949), deutsche Museumspädagogin und Künstlerin
- Gemmingen, Uriel von (1468–1514), Erzbischof von Mainz, Reichserzkanzler
- Gemmingen, Uriel von (1644–1707), württemberg-neuenstädtischer Hofmeister, Direktor des Ritterkanton Kraichgau, Grundherr in Hochberg und Rappenau
- Gemmingen, Walther von († 1501), Abt im Kloster Selz
- Gemmingen, Weiprecht von (1608–1680), Grundherr auf Burg Hornberg, in Treschklingen, Rappenau, Babstadt, Michelfeld und Wolfskehlen
- Gemmingen, Weiprecht von (1642–1702), hessen-darmstädtischer Regierungs- und Kammerpräsident, Begründer der älteren Linie Fränkisch-Crumbach
- Gemmingen, Weirich von (1493–1548), Grundherr in Michelfeld
- Gemmingen, Weirich von (1575–1613), Grundherr in Michelfeld
- Gemmingen, Wendel von († 1486), pfälzischer Hofkammermeister, begütert in Stebbach
- Gemmingen, Wilhelm Dietrich von (1827–1903), preußischer General der Kavallerie
- Gemmingen, Wilhelm Pleikard Ludwig von (1823–1903), deutscher Offizier und Oberhofmarschall am badischen Hof
- Gemmingen, Wilhelm von († 1523), Reichsritter mit Rechten in Berwangen
- Gemmingen, Wilhelm von (1827–1920), deutscher Jurist
- Gemmingen, Wolf Dietrich von (1550–1601), fürstbischöflich-eichstättischer Hofmeister, baden-durlachscher Rat und Oberstleutnant, Befehlshaber bei der Oberbadischen Okkupation
- Gemmingen, Wolf Dietrich von (1550–1595), Besitzer des Unterschlosses in Gemmingen
- Gemmingen, Wolf Dietrich von (1680–1738), fürstbischöflich-eichstättischer geheimer Rat und Pfleger zu Abensperg
- Gemmingen, Wolf von († 1555), Grundherr in Gemmingen, Kleingartach, Niederhofen und Stetten am Heuchelberg
- Gemmingen, Wolfgang von (1610–1658), Grundherr in Oppenheim, Unterzeichnender des Westfälischen Friedens, Assessor beim Reichskammergericht in Speyer
- Gemmingen-Guttenberg, Emil Otto von (1880–1945), Ministerialdirektor beim Reichsrechnungshof
- Gemmingen-Guttenberg, Gabriele von (* 1935), deutsche Politikerin, Bundesverdienstkreuzträgerin
- Gemmingen-Guttenberg, Gustav von (1897–1973), Ministerialdirektor beim Reichsrechnungshof
- Gemmingen-Guttenberg, Ludwig Eberhard von (1750–1841), Grundherr in Bonfeld, badischer Kammerherr und Ritterrat des Ritterkantons Kraichgau
- Gemmingen-Guttenberg, Olga-Marie von (1916–1990), deutsche Grundherrin zu Königsbach, Ehrenbürgerin von Pfinztal
- Gemmingen-Hornberg zu Treschklingen, Sigmund von (1777–1843), deutscher Adliger, Oberst und Vormund der Prinzessinnen zu Baden, Ehrenbürger Mannheims
- Gemmingen-Hornberg, Eberhard von (1688–1767), kaiserlicher Feldmarschall-Leutnant, Kommandeur von Luxemburg
- Gemmingen-Hornberg, Ernst von (1759–1813), deutscher Komponist, Diplomat und Reichsritter
- Gemmingen-Hornberg, Ernst von (1851–1928), württembergischer Offizier
- Gemmingen-Hornberg, Franz Karl Friedrich von (1747–1814), letzter kaiserlicher Träger des Schlosslehens in Kochendorf
- Gemmingen-Hornberg, Fritz von (1860–1924), württembergischer Offizier und Kammerherr, Besitzer zahlreicher Güter in der Oberpfalz
- Gemmingen-Hornberg, Gustav Freiherr von (1925–2005), deutscher Landwirt und Politiker (FDP/DVP), MdB
- Gemmingen-Hornberg, Hans Dieter von (1902–1944), deutscher Jurist
- Gemmingen-Hornberg, Karl von (1846–1923), preußischer Generalmajor
- Gemmingen-Hornberg, Karl von (1857–1935), Kreisdirektor in Forbach und Straßburg, Bezirkspräsident in Lothringen
- Gemmingen-Hornberg, Ludwig von (1694–1771), deutscher Adliger, Oberappellationsrat und außerordentlicher Minister
- Gemmingen-Hornberg, Ludwig von (1901–1978), zweiter Bürgermeister und Mäzen in Woffenbach, Ehrenbürger von Neumarkt in der Oberpfalz
- Gemmingen-Hornberg, Otto Heinrich I. von (1727–1790), Geheimrat und Richter am Kaiserlichen Kammergericht
- Gemmingen-Hornberg, Otto Heinrich von (1755–1836), deutscher Diplomat, Schriftsteller, Freimaurer, Illuminat und Freund Mozarts
- Gemmingen-Hornberg, Reinhard von (1576–1635), Ritter, Hofgerichtsrat und Autor
- Gemmingen-Hornberg, Reinhard von (1677–1750), hessen-darmstädtischer Geheimrat, Ritterhauptmann im Ritterkanton Odenwald und Generaldirektor der Ritterkreise
- Gemmingen-Hornberg, Reinhard von (1710–1775), deutscher Reichsritter, Militär
- Gemmingen-Maienfels, Friedrich von (* 1668), Grundherr in Maienfels
- Gemmingen-Steinegg, Julius Heinrich von (1843–1903), preußischer General der Infanterie, Präsident des Reichsmilitärgerichts
- Gemmingen-Steinegg, Julius von (1774–1842), Schlossherr auf Steinegg
- Gemmingen-Steinegg, Julius von (1838–1912), großherzoglich badischer Leutnant
- Gemmingen-Steinegg, St. Clair von (1863–1951), deutsche Adlige, Schlossherrin auf Steinegg
- Gemminger, Max (1822–1887), königlich-bayerischer Konservator und Entomologe
- Gemmiti, Arturo (1909–1991), italienischer Dokumentarfilmregisseur

#### Gemmr
- Gemmrich von Neuberg, Johann (1827–1888), böhmischer Kurortbesitzer
- Gemmrich, Albert (* 1955), französischer Fußballspieler

### Gemn
- Gemnefchonsbak, altägyptischer König der 25. Dynastie
- Gemniemhat, altägyptischer Beamter

### Gemo
- Gemoll, Albert (1847–1921), deutscher Altphilologe
- Gemoll, Wilhelm (1850–1934), deutscher Altphilologe
- Gemora, Charles (1903–1961), US-amerikanischer Schauspieler und Maskenbildner
- Gemović, Elena (* 2000), serbische Tennisspielerin

### Gemp
- Gemp, Xenija Petrowna (1894–1998), russische bzw. sowjetische Algologin und Ethnographin
- Gempart, Michael (1934–2023), Schweizer Schauspieler
- Gempel, Juri Konstantinowitsch (* 1957), ukrainisch-russischer Aktivist und PolitikerJuri Konstantinowitsch Gempel (* 1957)

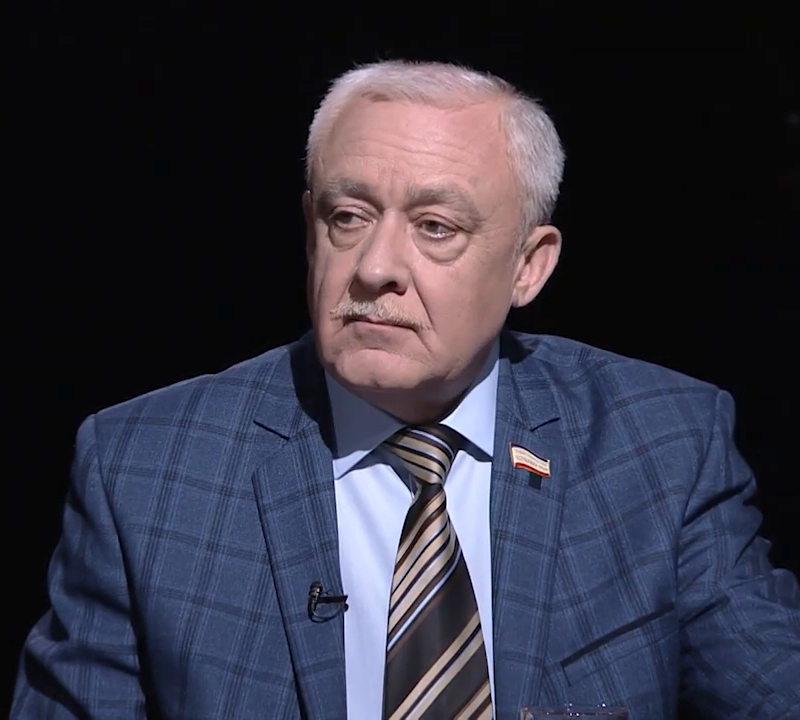
Juri Konstantinowitsch Gempel (* 1957)

- Gempeler, David (1828–1916), Schweizer Lehrer, Schriftsteller und Heimatforscher
- Gemper, Bodo (1936–2023), deutscher Wirtschaftswissenschaftler
- Gemperle, Natalja Michailowna (* 1990), russisch-schweizerische Orientierungsläuferin
- Gemperli, Albert (1893–1982), Schweizer Politiker (CVP)
- Gemperli, Pascal Heinz (* 1978), Schweizer muslimischer Verbandsfunktionär
- Gemperli, Paul (1930–2015), Schweizer Politiker (CVP)
- Gemperlin, Abraham, Schweizer Buchdrucker
- Gempp, Friedrich (1873–1947), deutscher Generalmajor, Chef der Abteilung Abwehr der Reichswehr
- Gempp, Patrick (* 1996), deutscher Handballspieler
- Gempp, Walter (1878–1939), deutscher Ingenieur und Leiter der Berliner Feuerwehr
- Gempperteinga, Christman († 1581), deutscher Serienmörder
- Gempt, Bernard te (1826–1879), niederländischer Tiermaler

### Gems
- Gems, Pam (1925–2011), britische Dramatikerin
- Gemsa, Diethard (* 1937), deutscher Mediziner, emeritierter Professor für Immunologie
- Gemsch, Anna (* 1985), Schweizer Schauspielerin
- Gemsch, Esther (* 1956), Schweizer Schauspielerin
- Gemser, Laura (* 1950), niederländische SchauspielerinLaura Gemser (* 1950)

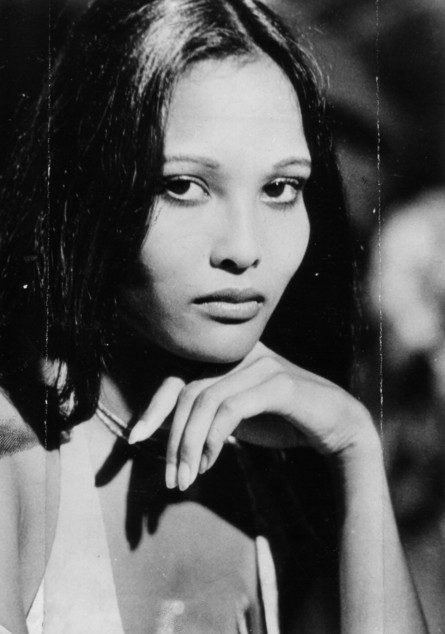
Laura Gemser (* 1950)

### Gemu
- Gemünden, Hans Georg (* 1949), deutscher Wirtschaftswissenschaftler
- Gemünden, Petra von (* 1957), deutsche Theologin
- Gemünder, August (1814–1895), amerikanischer Geigenbauer
- Gemünder, George (1816–1899), amerikanischer Geigenbauer
- Gemus, Jimmy († 2016), US-amerikanischer Jazz-, Theater- und Studiomusiker
- Gemusaeus, Hieronymus (1505–1544), Schweizer Mediziner und Humanist
- Gemuseus, Alphonse (1898–1981), Schweizer Springreiter

### Gemz
- Gemzell, Carl-Axel (1931–2006), schwedisch-dänischer Historiker und Hochschullehrer